# Liste der Monuments historiques in Argers
Die Liste der Monuments historiques in Argers führt die Monuments historiques in der französischen Gemeinde Argers auf.

## Liste der Objekte
| Bezeichnung               | Beschreibung | Standort                       | Kennzeichnung | Schutzstatus | Datum | Bild |
| ------------------------- | --- | ------------------------------ | ------------- | ------------ | ----- | ---- |
| Skulptur Madonna mit Kind | Holz, 16. Jahrhundert | in der Kirche St-Pierre (Lage) | PM51000009    | Classé       | 1970  |      |
| Hauptaltar                | Altartisch und Retabel: Holz, farbig gefasst, 18. Jahrhundert; Gemälde Christus übergibt Petrus die Schlüssel, Ölfarbe auf Leinwand, 1831 | in der Kirche St-Pierre (Lage) | PM51002055    | Inscrit      | 1974  |      |